# Kotaro Yamazaki
Kotaro Yamazaki (山崎 光太郎 Yamazaki Kōtarō?, nacido el 19 de octubre de 1978 en Shimizu, Shizuoka) es un exfutbolista japonés. Jugaba de delantero y su último club fue el Ventforet Kofu de Japón.

## Trayectoria

### Clubes
| Club                 | País  | Año         |
| -------------------- | ----- | ----------- |
| Nagoya Grampus Eight | Japón | 1997 - 1998 |
| Shimizu S-Pulse      | Japón | 2001 - 2002 |
| Ventforet Kofu       | Japón | 2003 - 2007 |

## Palmarés

### Títulos nacionales
| Título             | Club            | País  | Año  |
| ------------------ | --------------- | ----- | ---- |
| Copa del Emperador | Shimizu S-Pulse | Japón | 2001 |